# François Van Campenhout
François van Campenhout, född 5 februari 1779 och död 24 april 1848, var en belgisk sångare och tonsättare. Han är främst känd som skapare av den belgiska nationalsången, Brabançonne.

## Utmärkelser
- Belgiens järnkors
- Riddare av Leopoldsorden

[Redigera Wikidata]